# Asteriscus
Asteriscus là một chi thực vật có hoa trong họ Cúc (Asteraceae).

## Loài
Chi Asteriscus gồm các loài: